# Marc Hodler
Marc Hodler (ur. 26 października 1918 w Bernie, zm. 18 października 2006 tamże), szwajcarski działacz sportowy, wieloletni prezydent Międzynarodowej Federacji Narciarskiej (FIS), członek Międzynarodowego Komitetu Olimpijskiego.
Był w młodości czołowym szwajcarskim narciarzem-alpejczykiem, jednak poważna kontuzja odniesiona w czasie przygotowań do startu w mistrzostwach świata w 1938 przerwała jego karierę. Pozostał związany ze sportem jako działacz, uprawiał także inne dyscypliny – tenis, golf, brydż, pływanie, a w czasie studiów piłkę ręczną. Ukończył studia prawnicze na Uniwersytecie w Bernie, prowadził praktykę adwokacką oraz pracował jako radca w wielu instytucjach, głównie przedsiębiorstwach branży spożywczej.
Z licznych funkcji, pełnionych przez Hodlera w sporcie, można wymienić kierowanie reprezentacją alpejczyków szwajcarskich w latach 1939–1948, następnie działalność w narodowym związku narciarstwa alpejskiego, gdzie wchodził w skład władz (od 1940 wiceprezydent). Przygotowywał zespół szwajcarski do startu na igrzyskach w 1948. Przez kilkadziesiąt lat (od 1944) stał na czele Szwajcarskiej Federacji Brydżowej. W FIS kierował komisjami ds. zjazdu alpejskiego i ds. slalomu, w 1949 został członkiem rady zarządzającej.
W latach 1951–1998 nieprzerwanie pełnił funkcję prezydenta FIS. Przyczynił się do popularyzacji narciarstwa, inicjując m.in. Puchar Świata alpejczyków i narciarzy klasycznych. Od 1963 był również członkiem Międzynarodowego Komitetu Olimpijskiego. Na czele FIS zastąpił go w 1998 rodak, Gian Franco Kasper.